# Agrotis sardzeana
Agrotis sardzeana là một loài bướm đêm trong họ Noctuidae.